# South Point (Ohio)
South Point és una població dels Estats Units a l'estat d'Ohio. Segons el cens del 2000 tenia 3.742 habitants.

## Demografia
Segons el cens del 2000, South Point tenia 3.742 habitants, 1.485 habitatges, i 1.131 famílies. La densitat de població era de 597 habitants per km².
Dels 1.485 habitatges en un 31% hi vivien nens de menys de 18 anys, en un 61,8% hi vivien parelles casades, en un 10,2% dones solteres, i en un 23,8% no eren unitats familiars. En el 21,1% dels habitatges hi vivien persones soles el 8,4% de les quals corresponia a persones de 65 anys o més que vivien soles. El nombre mitjà de persones vivint en cada habitatge era de 2,52 i el nombre mitjà de persones que vivien en cada família era de 2,89.
Per edats la població es repartia de la següent manera: un 23,1% tenia menys de 18 anys, un 8,3% entre 18 i 24, un 27,8% entre 25 i 44, un 25,5% de 45 a 60 i un 15,3% 65 anys o més.
L'edat mediana era de 39 anys. Per cada 100 dones de 18 o més anys hi havia 89,4 homes.
La renda mediana per habitatge era de 33.110 $ i la renda mediana per família de 34.560 $. Els homes tenien una renda mediana de 32.439 $ mentre que les dones 21.496 $. La renda per capita de la població era de 15.296 $. Aproximadament el 9% de les famílies i l'11,3% de la població estaven per davall del llindar de pobresa.

## Poblacions més properes
El següent diagrama mostra les poblacions més properes.